# Lijst van voetbalinterlands Benin - Mauritanië
Deze lijst van voetbalinterlands is een overzicht van alle officiële voetbalwedstrijden tussen de nationale teams van Benin en Mauritanië. De landen speelden tot op heden zeven keer tegen elkaar. De eerste ontmoeting was een vriendschappelijke wedstrijd op 17 januari 1983 in Porto-Novo. Het laatste duel, eveneens een vriendschappelijke wedstrijd, werd gespeeld in Mohammedia (Marokko) op 24 september 2022.

## Wedstrijden
| № | Plaats     | Datum             | Competitie                   | Wedstrijd          | Uitslag |
| - | ---------- | ----------------- | ---------------------------- | ------------------ | ------- |
| 1 | Porto-Novo | 17 januari 1983   | Vriendschappelijk            | Benin − Mauritanië | 1 − 1   |
| 2 | Nouakchott | 4 februari 1983   | Vriendschappelijk            | Mauritanië − Benin | 2 − 0   |
| 3 | Cotonou    | 8 augustus 1996   | Afrika Cup 1998 kwalificatie | Benin − Mauritanië | 4 − 1   |
| 4 | Nouakchott | 30 augustus 1996  | Afrika Cup 1998 kwalificatie | Mauritanië − Benin | 0 − 0   |
| 5 | Bamako     | 5 november 2001   | Vriendschappelijk            | Benin − Mauritanië | 2 − 0   |
| 6 | Nouakchott | 24 maart 2017     | Vriendschappelijk            | Mauritanië − Benin | 1 − 0   |
| 7 | Mohammedia | 24 september 2022 | Vriendschappelijk            | Mauritanië − Benin | 1 − 0   |

## Samenvatting
| Competitie              | Totaal gespeeld | Winst Benin | Gelijk | Winst Mauritanië | Doelsaldo Benin – Mauritanië |
| ----------------------- | --------------- | ----------- | ------ | ---------------- | ---------------------------- |
| Afrika Cup-kwalificatie | 2               | 1           | 1      | 0                | 4 − 1                        |
| Vriendschappelijk       | 5               | 1           | 1      | 3                | 3 − 5                        |
| Totaal                  | 7               | 2           | 2      | 3                | 7 − 6                        |

Wedstrijden bepaald door strafschoppen worden, in lijn met de FIFA, als een gelijkspel gerekend.
FBF · 
Benins vrouwenelftal · Olympisch elftal
Algerije ·
Angola ·
Burkina Faso ·
Burundi ·
Congo-Brazzaville ·
Congo-Kinshasa ·
Egypte ·
Equatoriaal-Guinea ·
Ethiopië ·
Gabon ·
Gambia ·
Ghana ·
Guinee ·
Guinee-Bissau ·
Ivoorkust ·
Kameroen ·
Lesotho ·
Liberia ·
Libië ·
Madagaskar ·
Malawi ·
Mali ·
Marokko ·
Mauritanië ·
Mozambique ·
Namibië ·
Niger ·
Nigeria ·
Oeganda ·
Oman ·
Rwanda ·
Sao Tomé en Principe ·
Senegal ·
Sierra Leone ·
Soedan ·
Tanzania ·
Togo ·
Tsjaad ·
Tunesië ·
Verenigde Arabische Emiraten ·
Zambia ·
Zimbabwe ·
Zuid-Afrika ·
Zuid-Soedan
FFRIM · A-internationals · Mauritaans vrouwenelftal
1960 – 1969 · 
1970 – 1979 · 
1980 – 1989 · 
1990 – 1999 · 
2000 – 2009 · 
2010 – 2019 ·
2020 − 2029
Algerije ·
Angola ·
Bahrein ·
Benin ·
Botswana ·
Burkina Faso ·
Burundi ·
Canada ·
Centraal-Afrikaanse Republiek ·
Comoren ·
Congo-Brazzaville ·
Congo-Kinshasa ·
Equatoriaal-Guinea ·
Egypte ·
Ethiopië ·
Gabon ·
Gambia ·
Guinee ·
Guinee-Bissau ·
Irak ·
Ivoorkust ·
Jemen ·
Jordanië ·
Kaapverdië ·
Kameroen ·
Kenia ·
Lesotho ·
Libanon ·
Liberia ·
Libië ·
Madagaskar ·
Mali ·
Marokko ·
Mauritius ·
Mozambique ·
Niger ·
Oeganda ·
Oman ·
Palestina ·
Rwanda ·
Saoedi-Arabië ·
Senegal ·
Sierra Leone ·
Soedan ·
Somalië ·
Syrië ·
Tanzania ·
Togo ·
Tunesië ·
Verenigde Arabische Emiraten ·
Zambia ·
Zimbabwe ·
Zuid-Afrika ·
Zuid-Jemen ·
Zuid-Soedan